# Атлетика на Летњим олимпијским играма 1904 — троскок за мушкарце
Такмичење у дисциплини троскок за мушкарце, било је једно од атлетских дисциплина на Олимпијским играма 1904. у Сент Луису, а одржано је 1. септембра на стадиону Франсис филд. За такмичење се пријавило 7 такмичара, а сви су били представници домаћина Сједињених Америчких Држава.

## Рекорди пре почетка такмичења
| Најбољи резултат на свету | 14,78 | Matthew Roseingreue• | Уједињено Краљевство | Горт, Уједињено Краљевство | 15. август 1895. |
| Олимпијски рекорд         | 14,47 | Мајер Принстајн      | САД                  | Париз, Француска           | 16. јул 1900.    |

- = незванично

## Победници
|                     |                       |                       |
| Мајер Принстајн САД | Фредерик Енглхарт САД | Роберт Странгланд САД |

Победник Мајер Принстајн је поновио успех са Игара 1900. поновним освајањем златне медаљ, али није успео да надмаши олимпијски рекорд који је поставио на играма у Паризу.

## Резултати
Због малог броја учесника, није било предтакмичења и сви су учествовали у финалу.
| Место | Атлетичар         | Држава | Резултат |
| ----- | ----------------- | ------ | -------- |
|       | Мајер Принстајн   | САД    | 14,35    |
|       | Фредерик Енглхарт | САД    | 13,90    |
|       | Роберт Странгланд | САД    | 13,36    |
| 4.    | Џон Фалер         | САД    | 12,91    |
| 5.    | Џорџ Ван Клиф     | САД    |          |
| 6.    | Џон Хејгерман     | САД    |          |
| 7.    | Самјуел Џоунс     | САД    |          |